# 最新の魔法遣いとアイを識るもの
『最新の魔法遣いとアイを識るもの』（さいしんのまほうつかいとアイをしるもの）は、GODOによる日本のライトノベル。イラストは朝ノよーが担当している。ファミ通文庫（KADOKAWA）より2015年6月に刊行された。ミライショウセツ大賞優秀賞受賞作。

## 登場人物
神代ヒビキ（こうじろ ひびき）
本作の主人公。情報系。大学院後期課程に進んだが、周りの指導教員や後輩の指導などに嫌気が差し逃げ出した。そんな時にミコトに出会い、何かが出来るかもしれない力への憧れから行動を共にするようになった。ミコトの助手。先総研に所属している。
雫石ミコト（しずくいし みこと）
素粒子を操ることの出来る魔法遣い。ステッキ状の、人工知能へのアクセスユニットを操れる。先総研に所属している。
相沢伊織（あいざわ いおり）
防衛大臣の娘。
風車結子（かざぐるま ゆいこ）
エレメンツの一翼を担う風車家の現当主。ミコトの後見人。理化学研究所つくば研究所生体情報技術開発部第二研究室の室長。
水鏡優（みかがみ ゆう）
先総研の研究員。
リサ
第七世代人工知能。
本橋
第七世代人工知能の製作者。

## 用語
先進技術総合研究所（せんしんぎじゅつそうごうけんきゅうじょ）
通称先総研（せんそうけん）理化学研究所で研究されていた素粒子物理学などの技術を抽出し、別組織として組み上げたもの。

## 既刊一覧
- GODO（著）・朝ノよー（イラスト） 『最新の魔法遣いとアイを識るもの』 KADOKAWA〈ファミ通文庫〉、2015年6月29日発売[2]、ISBN 978-4-04-730539-7